# Harpalyce (plante)
Pour les articles homonymes, voir Harpalyce.
Genre
Harpalyce est un genre de plantes à fleurs dicotylédones de la famille des Fabaceae, sous-famille des Faboideae, originaire d'Amérique, qui comprend une trentaine d'espèces acceptées.

## Liste d'espèces
Selon The Plant List (15 octobre 2018) :
- Harpalyce acunae Borhidi & O.Muniz
- Harpalyce alainii Leon
- Harpalyce angustiflora León & A. H. Liogier
- Harpalyce arborescens A.Gray
- Harpalyce baracoensis Borhidi & O.Muniz
- Harpalyce borhidii O.Muniz
- Harpalyce brasiliana Benth.
- Harpalyce cristalensis Borhidi & O.Muniz
- Harpalyce cubensis Griseb.
- Harpalyce ekmanii Urb.
- Harpalyce flexuosa Borhidi & O.Muniz
- Harpalyce foliosa Borhidi & O.Muniz
- Harpalyce formosa DC.
- Harpalyce hilariana Benth.
- Harpalyce lanata L.P. Queiroz
- Harpalyce lepidota Taub.
- Harpalyce macedoi Cowan
- Harpalyce macrocarpa Britton & Wilson
- Harpalyce maisiana Leon & Alain
- Harpalyce mexicana Rose
- Harpalyce minor Benth.
- Harpalyce moana Borhidi & O.Muniz
- Harpalyce nipensis Urb.
- Harpalyce parvifolia H.S.Irwin & Arroyo
- Harpalyce pringlei Rose
- Harpalyce robusta H.S.Irwin & Arroyo
- Harpalyce rupicola Donn.Sm.
- Harpalyce sousai Arroyo
- Harpalyce toaensis Borhidi & O.Muniz
- Harpalyce villosa Britton & Wilson